# Iterador
En programació informàtica, un iterador és un objecte que progressivament proporciona accés a cada element d'una col·lecció, en ordre.
Una col·lecció pot proporcionar diversos iteradors a través de la seva interfície que proporcionen elements en diferents ordres, com ara cap endavant i cap enrere.
Sovint, un iterador s'implementa en termes de l'estructura subjacent a la implementació d'una col·lecció i sovint s'acobla estretament a la col·lecció per permetre la semàntica operativa de l'iterador.
Un iterador és de comportament semblant a un cursor de base de dades .
Els iteradors daten del llenguatge de programació CLU l'any 1974.